# Вовче прокляття
Вовче прокляття (англ. Wolfbane) — науково-фантастичний роман американських письменників Фредеріка Пола та Сіріла Корнбласа, вперше опублікований 1959 року.

## Світ
Дія роману розгортається у 2203 році. Міжзоряна планета, населена дивними машинами, відомими як Піраміди, витягнула Землю з Сонячної системи у міжзоряне середовище. Місяць був «підпалений» інопланетною технологією, щоб служити мініатюрним сонцем, навколо якого обертаються обидві планети. Це нове сонце запалюється кожні 5 років, хоча, на початку сюжету, повторне запалювання майже запізнилося, і серед населення існує страх, що це ніколи не повториться.
Населення планети впало до ста мільйонів, головним чином через радикальні кліматичні зміни (гігантські припливи та відпливи і льодовикова ера). Більшість людей, що вижили, є «громадянами», пасивними людьми, які живуть життям зі складними соціальними ритуалами, різними видами медитації та ретельно встановленою безкорисливістю. Цей обмежувальний спосіб життя часто змушує громадян піддаватися психічним зривам і шаленіти, нападаючи на будь-кого, хто знаходиться в межах досяжності. Особам, які вчинили цей чи інший злочин, загрожує ритуальна страта.
Невелику меншість населення, яка зберігає свій агресивний характер, називають «Вовками». Вони вважаються прямою загрозою для решти суспільства. Ці Вовки вважають себе вищими людьми, а громадян називають «Вівцями». Ця система маркування є дещо іронічною, тому що Вовки зазвичай намагаються обманом змусити Овець уникати їхніх поселень, тоді як будь-якого Вовка, якого спіймають Вівці, вбивають.
Мотиви інопланетян-пірамід невідомі, їх єдина видима присутність — самотня піраміда, розташована на вершині гори Еверест, і прозорі «Очі», які утворюються над людьми, які нібито досягли або наблизилися до стану медитативної досконалості або «Нірвани». Люди, які досягають цієї стадії медитації, зникають зі світу в невідомому напрямку.

## Зміст
Історія починається в містечку Вілінг, Західна Вірджинія. Рожет Джермін — банкір та зразковий громадянин. Під час медитації над ним формується Око, але його переривають, і Око зникає. Потім він повертається до більш земного занепокоєння — чи відродиться «сонце», завершивши поточний період голоду та холоду.
Сюжет переключається на Ґлена Тропайла, який живе серед Громадян, але вважає себе одним із страшних Вовків. Йому навіть вдалося повільно навчити свою дружину, Галу, до більш вовчого світогляду. Незважаючи на таке бунтівне ставлення, він зберігає щирий інтерес до медитації.
Ґлена Тропайла оголошують Вовком під час крадіжки хліба. Він втікає зі страти, і його приймає громада Вовків, що живе в місті Прінстон. Вони виявляють, що він не зовсім їм підходить, але сподіваються, що його може зібрати «Око», що дасть їм можливість детально вивчити цю подію. Зрештою це відбувається, і вони, як і очікувалося, виявляють, що його зникненню сприяла піраміда на Евересті. Ґлен Тропайл опиняється на планеті Пірамід.
Для Пірамід людська раса — не що інше, як корисне джерело «компонентів» для складної всесвітньої машини, призначеної здебільшого для годування цих штучних і напіворганічних істот. Тропайл підвішений у заповненому рідиною резервуарі та підключений до великої комп'ютерної системи. Пізніше його з'єднують із сімома іншими людьми як «Сніжинку» — вісім розумів, об’єднаних разом, щоб сприяти виконанню більш складних завдань, ніж може впоратися один людський компонент.
У цьому стані Тропайл прокидається, йому вдається зберегти здоровий глузд, він будить інших людей. Зрештою вони зливаються один з одним, утворюючи витончений колективний розум. Потім звільнена Сніжинка шпигує за Пірамідами, виявивши, що вони подорожували близько двох мільйонів років і зібрали багато видів як компоненти, але, здається, замкнені в безглуздих ритуалах навколо інопланетної істоти на Північному полюсі планети. Це останній представник раси, яка створила Піраміди.
Вони модифікували процес збору людських компонентів таким чином, що він вибирає людей, відомих принаймні одному з восьми людей, що утворюють Сніжинку (яка стала майже такою ж безжальною та нелюдяною, як інопланетні Піраміди). Ці люди як «миші», руйнують планету, а згодом — армія для боротьби з Пірамідами. Рожет Джермін — один з них, як і дружина Тропайла.
Опинившись у філософському глухому куті, «Сніжинка» вирішує відокремити свої складові уми, щоб вивчити проблему. Повернувшись до особистості, Ґлен Тропайл жахається тим, що він зробив. Однак більшість інших хочуть продовжувати. Поки вони сперечаються, один з них захоплюється розумом прибульця на Північному полюсі, який попереджає їх, що Піраміди помітили їх і планують стерти половину планети, щоб позбутися їх.
Вони знову зливають свої особистості та прискорюють свої плани. Тропайл вирішує, що він повинен фізично відключитися від Сніжинки та піти, щоб вести людей. Їм вдається перемогти Піраміди, але не раніше, ніж залишок Сніжинки також буде знищено. Люди звільняють багато інших компонентів і відправляють їх назад на Землю.
Тропайл вважає, що він свого роду герой, але не відповідає цій ролі (хоча він ніколи не відповідав жодній ролі, яку на нього покладали — Вівці, Вовка чи Компонента). Він також бачить, що існує потреба в тому, щоб хтось знову підключився до вцілілих систем чужої планети, щоб заново запалювати «сонце» кожні п’ять років і, можливо, повертати Землю на початкову орбіту. Він не хоче робити це сам, але більшість людей, яких він знає, або не хочуть, або не підходять. Однак на останній сторінці його дружина погоджується приєднатися до нього. Він очікує, що згодом будуть інші, що «вогняне кільце буде зростати».